# Centro Edelstein de Pesquisas Sociais
O Centro Edelstein de Pesquisas Sociais é uma instituição de pesquisa e promoção do debate público em torno da consolidação de democracias com justiça social na América Latina e a participação ativa dos países latino-americanos na formulação das agendas da globalização. É dirigido por Bernardo Sorj e tem Joel Edelstein na presidência de seu Conselho.
O centro Edelstein promove a realização de pesquisas que contribuam ao desenvolvimento das instituições e políticas públicas, privilegiando  a Internet como infra-estrutura de acesso livre e universalização do conhecimento, desenvolvendo bibliotecas virtuais, bancos de dados e estudos que sistematizem a pesquisa disponivel na Internet. As  bibliotecas virtuais  do Centro Edelstein oferecem acesso livre a  quatro coleções:
- Sociedade da informação, com 35.000 textos em varias línguas
- Biblioteca de Livros Brasileiros em Ciências Sociais, com 120 títulos de livros já publicados que não se encontram no circuito comercial
- Plataforma Democrática, com 15.000 sobre acadêmicos sobre a democracia na America Latina e Scielo Social Sciences, que traduz artigos de revistas brasileiras e latinoamericanas para a língua inglesa.

O Centro Edelstein desenvolve projetos em parceria com outras instituições, nacionais ou internacionais. Em conjunto com o iFHC  coordena o projeto Plataforma Democrática, com o objetivo de desenvolver pesquisas e debates sobre os caminhos da democracia na região.